# آيت اوقبلي
آيت اوقبلي هي قرية مغربية شمال المملكة. تنتمي آيت اوقبلي لإقليم أزيلال الساحلي. تضم هذه القرية 3.221 نسمة (إحصاء 2004).